# Andinobates supata
Andinobates supata — вид жаб родини дереволазових (Dendrobatidae). Описаний у 2021 році.

## Поширення
Ендемік Колумбії. Поширений на східних схилах Анд. Ареал виду обмежується кількома невеликими фрагментами лісу (<10 га) на площі не більше ніж 5 км² на висоті 1800—2000 м за 38 км від Боготи.